# DJまる
DJまる（ディージェイまる、1996年〈平成8年〉4月30日 - ）は福岡県春日市出身の男性歌手、DJ。血液型はO型。元Repezen Foxxのメンバー。
Studio Candy Foxx所属。

## 略歴
2017年10月14日 - レペゼン地球に正式に加入。
2023年8月14日 - 徳島県の阿波おどりに踊り子として参加。
2023年11月3日、Knife Party主催の「IT'S THE SHIP "Halloween Version"」にJAPAN STAGEとしてDJ銀太、チバニャンと共に参加。
2023年11月6日 - 結核になっていたことをRepezen FoxxのYouTubeチャンネルにて公表。
2024年4月15日 - YouTubeで個人チャンネルを開設。
2024年5月19日 - Repezen Foxxを脱退。